# Leucobryaceae
Famille
La famille des Leucobryaceae regroupe plusieurs genres de bryophytes, dont:
- Atractylocarpus, 4 espèces, dicranoïde
- Brothera, 1 espèce (Brothera leana), dicranoïde
- Campylopus, environ 150 espèces, dicranoïde
- Cladopodanthus, 3 espèces, leucobryoïde
- Dicranodontium, 15 espèces, dicranoïde
- Holomitriopsis, 1 espèce (Holomitriopsis laevifolia), leucobryoïde
- Leucobryum, 83 espèces, leucobryoïde
- Metzleria, 9 espèces, dicranoïde
- Mitrobryum, 1 espèce (Mitrobryum koelzii), dicranoïde
- Ochrobryum, 18 espèces, leucobryoïde
- Pilopogon, 8 espèces, dicranoïde
- Schistomitrium, 5 espèces, leucobryoïde
- Sphaerothecium, 3 espèces, dicranoïde
- Steyermarkiella, 1 espèce (Steyermarkiella anomalodictya), leucobryoïde

Quatre genres se rencontrent en Europe: Atractylocarpus (ce genre est fort rare dans les Alpes), Campylopus, Dicranodontium et Leucobryum (seul genre en Russie).